# Maculinea unicolor
Maculinea unicolor är en fjärilsart som beskrevs av Hormuzaki 1892. Maculinea unicolor ingår i släktet Maculinea och familjen juvelvingar. Inga underarter finns listade i Catalogue of Life.